# Alcyopis
Alcyopis is een kevergeslacht uit de familie van de boktorren (Cerambycidae). De wetenschappelijke naam van het geslacht werd voor het eerst geldig gepubliceerd in 1866 door Pascoe.

## Soorten
Alcyopis omvat de volgende soorten:
- Alcyopis chalcea Bates, 1874
- Alcyopis cyanoptera Pascoe, 1866
- Alcyopis nigromaculata Aurivillius, 1927
- Alcyopis nigrovittata Gounelle, 1909